# Медновский песец

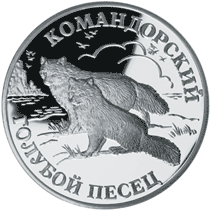
Командорский голубой песец. Монета Банка России — Серия: «Красная книга», серебро, 1 рубль, 2003 год

Медновский песец или командорский песец (лат. Vulpes lagopus semenovi) — подвид песца, населяет остров Медный (Командорские острова). Занесён в Красную книгу России как находящийся под угрозой исчезновения подвид. Приблизительное число заселяющих остров особей — около 100. В настоящее время остров целиком принадлежит Командорскому заповеднику, образованному в 1993 году.